# Жештасо (Байан)
Жештасо (порт. Gestaçô) — район (фрегезия) в Португалии, входит в округ Порту. Является составной частью муниципалитета Байан. По старому административному делению входил в провинцию Дору-Литорал. Входит в экономико-статистический субрегион Тамега, который входит в Северный регион. Население составляет 1417 человек на 2001 год. Занимает площадь 14,08 км².
Покровителем района считается Иоанн Креститель (порт. São João Baptista).